# Parma Ladies Open 2022 - Qualificazioni singolare
Le qualificazioni del singolare femminile del Parma Ladies Open 2022 sono state un torneo di tennis preliminare per accedere alla fase finale della manifestazione svolte dal 24 al 25 settembre 2022. Le vincitrici dell'ultimo turno sono entrate di diritto nel tabellone principale. In caso di ritiro di una o più giocatrici aventi diritto a queste sono subentrati le lucky loser, ossia le giocatrici che hanno perso nell'ultimo turno ma che avevano una classifica più alta rispetto alle altre partecipanti che avevano comunque perso nel turno finale.

## Teste di serie
1. Jule Niemeier (qualificata)
2. Réka Luca Jani (qualificata)
3. Simona Waltert (qualificata)
4. Anna Karolína Schmiedlová (qualificata)
5. Kateryna Baindl (qualificata)
6. Ėrika Andreeva (qualificata)

1. Gabriela Lee (ultimo turno, lucky loser)
2. Irina Bara (ultimo turno)
3. Oksana Selechmet'eva (ultimo turno)
4. Alycia Parks (ultimo turno)
5. Anastasija Zacharova (primo turno)
6. María Carlé (ultimo turno)

## Qualificate
1. Jule Niemeier
2. Réka Luca Jani
3. Simona Waltert

1. Anna Karolína Schmiedlová
2. Kateryna Baindl
3. Ysaline Bonaventure

## Lucky loser
1. Gabriela Lee

## Tabellone

### Legenda
| - Q = Qualificato - WC = Wild card - LL = Lucky loser | - ALT = Alternate - SE = Special Exempt - PR = Protected Ranking | - w/o = Walkover - r = Ritirato - d = Squalificato |

### Sezione 1
|  | Primo turno | Primo turno          | Primo turno    | Primo turno | Primo turno |  |  | Ultimo turno | Ultimo turno         | Ultimo turno         | Ultimo turno | Ultimo turno |  |
|  |             |                      |                |             |             |  |  |              |                      |                      |              |              |  |
|  | 1           | Jule Niemeier        | Jule Niemeier  | 6           | 6           |  |  |              |                      |                      |              |              |  |
|  | WC          | Francesca Pace       | Francesca Pace | 2           | 1           |  |  | 1            | Jule Niemeier        | Jule Niemeier        | 6            | 6            |  |
|  |             | Carolina Alves       | 6              | 2           | 6           |  |  | 9            | Oksana Selechmet'eva | Oksana Selechmet'eva | 3            | 3            |  |
|  | 9           | Oksana Selechmet'eva | 4              | 6           | 7           |  |  |              |                      |                      |              |              |  |

### Sezione 2
|  | Primo turno | Primo turno      | Primo turno    | Primo turno | Primo turno |  |  | Ultimo turno | Ultimo turno   | Ultimo turno | Ultimo turno | Ultimo turno |  |
|  |             |                  |                |             |             |  |  |              |                |              |              |              |  |
|  | 2           | Réka Luca Jani   | Réka Luca Jani | 6           | 7           |  |  |              |                |              |              |              |  |
|  |             | Tara Würth       | Tara Würth     | 0           | 62          |  |  | 2            | Réka Luca Jani | 5            | 6            | 6            |  |
|  | WC          | Nuria Brancaccio | 2              | 7           | 1           |  |  | 7            | Gabriela Lee   | 7            | 3            | 0            |  |
|  | 7           | Gabriela Lee     | 6              | 6           | 6           |  |  |              |                |              |              |              |  |

### Sezione 3
|  | Primo turno | Primo turno     | Primo turno     | Primo turno | Primo turno |  |  | Ultimo turno | Ultimo turno   | Ultimo turno | Ultimo turno | Ultimo turno |  |
|  |             |                 |                 |             |             |  |  |              |                |              |              |              |  |
|  | 3           | Simona Waltert  | Simona Waltert  | 6           | 6           |  |  |              |                |              |              |              |  |
|  | WC          | Melania Delai   | Melania Delai   | 4           | 4           |  |  | 3            | Simona Waltert | 6            | 2            | 6            |  |
|  | WC          | Federica Urgesi | Federica Urgesi | 4           | 4           |  |  | 12           | María Carlé    | 3            | 6            | 4            |  |
|  | 12          | María Carlé     | María Carlé     | 6           | 6           |  |  |              |                |              |              |              |  |

### Sezione 4
|  | Primo turno | Primo turno               | Primo turno               | Primo turno | Primo turno |  |  | Ultimo turno | Ultimo turno              | Ultimo turno              | Ultimo turno | Ultimo turno |  |
|  |             |                           |                           |             |             |  |  |              |                           |                           |              |              |  |
|  | 4           | Anna Karolína Schmiedlová | Anna Karolína Schmiedlová | 7           | 6           |  |  |              |                           |                           |              |              |  |
|  |             | Jessica Pieri             | Jessica Pieri             | 5           | 4           |  |  | 4            | Anna Karolína Schmiedlová | Anna Karolína Schmiedlová | 6            | 6            |  |
|  |             | Diāna Marcinkēviča        | Diāna Marcinkēviča        | 3           | 2           |  |  | 10           | Alycia Parks              | Alycia Parks              | 2            | 2            |  |
|  | 10          | Alycia Parks              | Alycia Parks              | 6           | 6           |  |  |              |                           |                           |              |              |  |

### Sezione 5
|  | Primo turno | Primo turno     | Primo turno    | Primo turno | Primo turno |  |  | Ultimo turno | Ultimo turno    | Ultimo turno    | Ultimo turno | Ultimo turno |  |
|  |             |                 |                |             |             |  |  |              |                 |                 |              |              |  |
|  | 5           | Kateryna Baindl | 5              | 6           | 6           |  |  |              |                 |                 |              |              |  |
|  |             | Elsa Jacquemot  | 7              | 3           | 4           |  |  | 5            | Kateryna Baindl | Kateryna Baindl | 6            | 6            |  |
|  |             | Lena Papadakis  | Lena Papadakis | 2           | 3           |  |  | 8            | Irina Bara      | Irina Bara      | 0            | 3            |  |
|  | 8           | Irina Bara      | Irina Bara     | 6           | 6           |  |  |              |                 |                 |              |              |  |

### Sezione 6
|  | Primo turno | Primo turno          | Primo turno          | Primo turno | Primo turno |  |  | Ultimo turno | Ultimo turno    | Ultimo turno    | Ultimo turno | Ultimo turno |  |
|  |             |                      |                      |             |             |  |  |              |                 |                 |              |              |  |
|  | 6           | Ėrika Andreeva       | Ėrika Andreeva       | 6           | 6           |  |  |              |                 |                 |              |              |  |
|  |             | Federica Di Sarra    | Federica Di Sarra    | 1           | 1           |  |  | 6            | Ėrika Andreeva  | Ėrika Andreeva  | 6            | 6            |  |
|  |             | Rebeka Masarova      | Rebeka Masarova      | 6           | 6           |  |  |              | Rebeka Masarova | Rebeka Masarova | 2            | 2            |  |
|  | 11          | Anastasija Zacharova | Anastasija Zacharova | 1           | 2           |  |  |              |                 |                 |              |              |  |